# Testudines
Os Testudines, quelônios ou tartarugas são uma ordem de répteis pertencentes ao clado Testudinata. Correspondem a 14 famílias que possuem em torno de 356 espécies, que ocorrem em regiões tropicais e temperadas, algumas delas ameaçadas de extinção. Os nomes populares cágado (tartarugas de água doce), jabuti (tartarugas terrestres) e tartarugas (tartarugas marinhas) não fazem parte da classificação taxonômica. A ordem dos Testudines está dividida filogeneticamente em dois grandes grupos: Cryptodira (retração do pescoço anteroposterior) e Pleurodira (retração do pescoço lateral). A posição filogenética dentre os Amniota permanece um enigma, sendo considerados por alguns autores como próximos de lepidossauros (evidenciado por dados morfológicos) ou arcossauros (evidenciado por dados moleculares).

## Anatomia e fisiologia

### Crânio e retração do pescoço

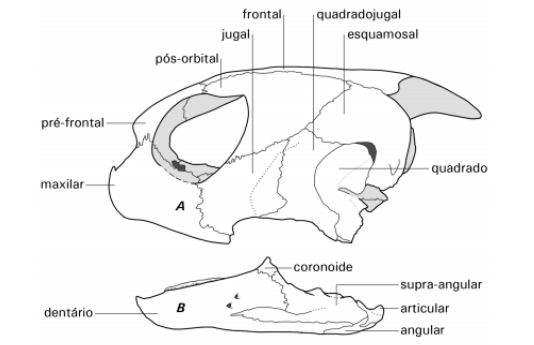
Vista lateral de crânio e mandíbula de Chelonia mydas. Fonte: Hofling et al. (2019)

O crânio das tartarugas não apresenta fenestras temporais, ou seja, apresenta uma condição anapsida. Goodrich (1930), Boulenger (1918) e Broom (1924) enfatizaram que o arranjo de ossos da região temporal de tartarugas não se assemelha ao dos verdadeiros Anapsida. Além disso, estudos da ontogenia da musculatura adutora da mandíbula revelam semelhanças entre tartarugas e Diapsida. Assim, hoje sabe-se que Testudines são Diapsida com perda secundária das fenestras temporais.
Ao longo da evolução, houve uma tendência à perda de alguns ossos dérmicos no crânio de tartarugas: lacrimal, epipterigoide e ectopterigoide são perdidos em muitos grupos; o nasal ocorre apenas na família Chelidae. Na série circum-orbital, desaparece um elemento: segundo alguns autores, o pós-frontal, segundo outros, o pós-orbital.
Todos os Testudines atuais possuem uma cápsula ótica expandida que reduz o espaço dentro da câmara adutora, diminuindo o volume de musculatura adutora da mandíbula. Isso, somado à condição anapsida, geraria um problema de baixa força na mordida. Assim, durante a evolução houve origem independente de diferentes soluções para aumentar a força de adução: em Pleurodira, o músculo adutor da mandíbula passa em cima de uma projeção em forma de roldana do pterigóide (processo troclear pterigóideo), enquanto em Cryptodira o processo troclear é formado pela própria cápsula ótica.

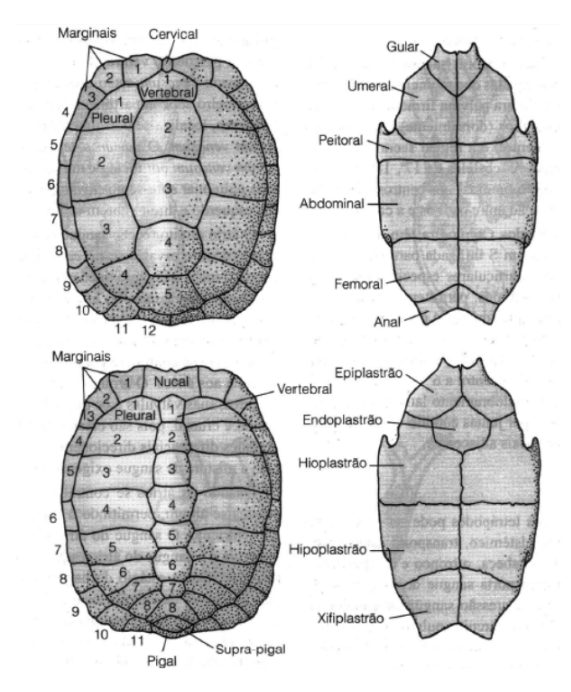
Carapaça (esquerda) e plastrão (direita) de Testudines, acima esquema com placas epidérmicas queratinizadas e abaixo esquema com placas ósseas dérmicas. Fonte: Pough (2008)

As tartarugas atuais possuem um bico córneo sem dentes. O registro fóssil revela que a ranfoteca surgiu cedo na evolução de tartarugas, embora alguns grupos basais ainda apresentassem dentes (como Odontochelys semitestacea). O palato secundário está presente (constituído de placas horizontais da parte mediais de ossos como os pré-maxilares, maxilares, palatinos e pterigoides), porém pouco desenvolvido. Diferentemente do palato secundário de Crocodylia, no qual as coanas localizam-se na altura dos ossos pterigoides, em Testudines as coanas situam-se rostralmente na altura do vômer.
A retração do pescoço ocorre lateralmente em Pleurodira e antero-posteriormente em Cryptodira. Em algumas espécies de Chelidae (Pleurodira), o pescoço pode ser mais longo do que o casco. Em algumas espécies de Trionychia e Kinosternidea (Cryptodira), há a capacidade de esticar a cabeça sobre a carapaça para defesa ou caça. No caso de tartarugas-marinhas atuais, houve perda da capacidade de retração do pescoço.

### Casco
O casco das tartarugas é formado pela carapaça (dorsal) e plastrão (ventral). Ambos possuem placas epidérmicas queratinizadas acima de placas de ossos dérmicos (sem sobreposição em posição e número). A carapaça é composta por placas neurais fusionadas às vértebras, placas costais fusionadas às costelas achatadas e placas periféricas. O plastrão é composto por pares de placas epidérmicas (como gular, umeral, peitoral, abdominal, femoral e anal); localizados subjacentemente pode haver as seguintes placas de ossos dérmicos: epiplastrões pareados derivados de clavículas; endoplastrão derivado da interclavícula; pares de hioplastrão, hipoplastrão e xifiplastrão. As cinturas são internas à caixa torácica.
Áreas flexíveis (charneiras) podem estar presente nos cascos de muitos Testudines, como Kinosternon. Tartarugas-de-couro (Dermochelys coriacea) têm uma carapaça formada por cartilagem com milhares de pequenos ossos poligonais.

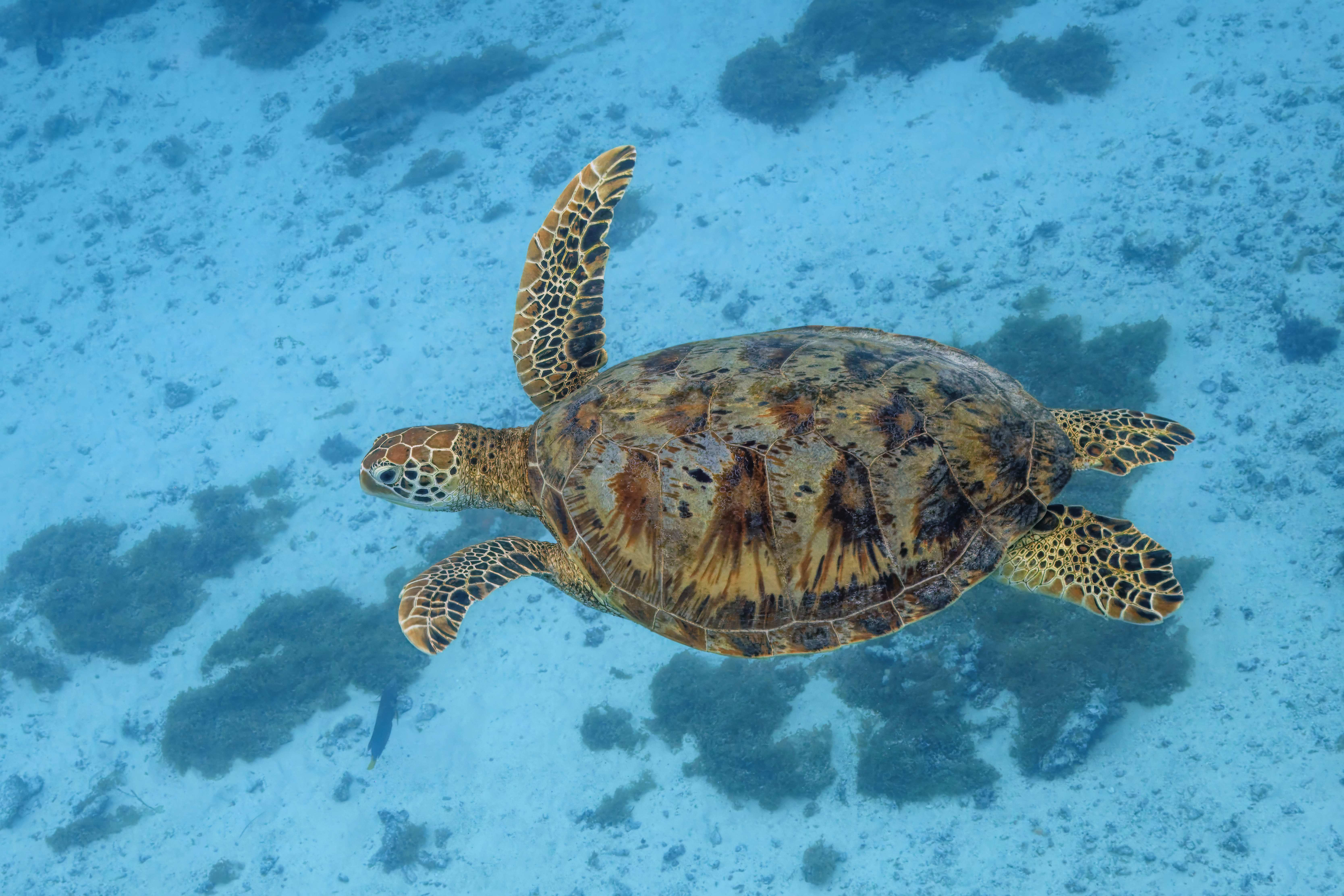
Tartaruga verde (Chelonia mydas).

Se as tartarugas evoluíram de um ancestral em comum marinho, a presença de pesadas costelas abdominais (gastrália) pode ter colaborado para o controle da flutuabilidade, resultando no surgimento do plastrão antes da carapaça (evidenciado pelo fóssil de Odontochelys). A carapaça pode ter evoluído como uma estrutura de defesa, mas também há hipóteses recentes  de que os ancestrais das tartarugas eram fossoriais, nos quais a ossificação do casco pode ter sido uma maneira de lidar com a pressão do solo ao cavar. Contudo, deve-se lembrar que outros vertebrados fossoriais apresentam uma redução de ossificação, formando um corpo relativamente mole, o que não corrobora com a hipótese.

### Sistema digestivo
Quelônios têm bico córneo queratinizado sem dentes. As glândulas salivares são estruturas lóbulo-alveolares bem desenvolvidas. No caso de tartarugas que se alimentam de frutas, há um aumento de glândulas salivares secretoras de amilase. No estômago, a presença do alimento estimula a secreção ácida (mas o próprio estímulo visual e químico podem induzir a secreção do suco gástrico). Em meses mais quentes, a atividade proteolítica é mais rápida. Em tartarugas-de-Galápagos (Geochelone nigra), cascalhos de 1 cm de diâmetro são encontrados nas fezes, mas a função exata desses gastrólitos na digestão mecânica ainda é incerta. O trato intestinal de tartarugas herbívoras é maior do que de carnívoras para expandir a área de superfície de mutualismo com bactérias.
O pâncreas das tartarugas também apresenta função exócrina e endócrina, mas, assim como em outros répteis, o pâncreas exócrino consiste em túbulos mais ramificados do que os ácinos e lóbulos de mamíferos. O fígado, por outro lado, é menos organizado em lóbulos do que em mamíferos.

### Sistema respiratório

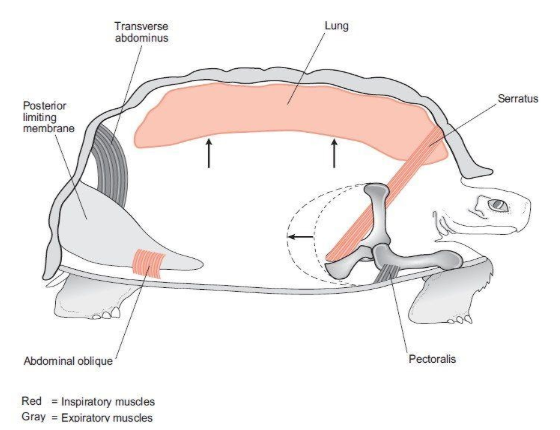
Esquema representando a musculatura empregada para a respiração em Testudines (Fonte: Farrel, 2001)

Os amniotas primitivos usavam o movimento da caixa torácica para gerar uma pressão negativa, fazendo a ventilação, sendo esse modo de respiração retido como o mecanismo de ventilação primária dos lepidossauros e aves viventes. Em Testudines isso não é possível devido à fusão das costelas ao casco rígido, em vez disso é empregado por musculaturas cranianas (peitoral e serrátil) e caudais (transverso abdominal e oblíquo abdominal) que, por contrações, movimentam a massa visceral, exercendo comprimento ou expandindo os pulmões que estão ligados ao casco na região dorsal e lateral, já na região ventral estão ligados a uma lâmina de tecido conjuntivo preso às vísceras.
Para ocorrer a inspiração do ar, os músculos oblíquo abdominal, que liga o plastrão à membrana limitante caudal (um tecido conjuntivo em forma de cúpula localizada na região posterior), e o serrátil, que parte da carapaça e se insere na cintura peitoral, são contraídos. Ao contrair o oblíquo abdominal a membrana limitante é puxada ventralmente e contraindo o serrátil faz com que movimente a cintura peitoral para a região anterior, aumentando o volume da cavidade visceral, permitindo a expansão pulmonar. Já para a expiração do ar, são empregados o músculo transverso abdominal, que está inserido na carapaça e ligado à membrana limitante caudal, e o músculo peitoral, que conecta a cintura peitoral com o plastrão. Ao contrair o transverso abdominal ocorre a movimentação da membrana limitante caudal para o sentido dorsal e contraindo a musculatura peitoral há a movimentação da cintura escapular para dentro do casco, diminuindo o volume da cavidade visceral, exercendo uma pressão nos pulmões, causando a expiração.
Em tartarugas aquáticas, tanto marinhas quanto de água doce, há diferentes mecanismos para realizar a respiração, como a utilização da própria pressão hidrostática da água para fazer o transporte do ar de dentro para fora dos pulmões. Além disso, em alguns grupos ocorrem as difusões dos gases, absorção de O2 e liberação de CO2, nos epitélios da faringe ou cloaca. Esses epitélios são altamente irrigados, podendo até ter projeções que aumentam a superfície de contato, onde há um fluxo contínuo de água, ocorrendo as trocas gasosas.

### Sistema cardiovascular
O sistema circulatório em vertebrados é composto por uma bomba muscular (coração) que oferece pressão ao sistema, fazendo com o que o fluido percorra um sistema de vasos continuamente, nutrindo e oxigenando os diferentes tipos de tecidos e órgãos. O sistema pode ser dividido em dois circuitos, o sistêmico, onde o sangue bombeado pelo coração transporta o sangue oxigenado para o corpo (cabeça, tronco e apêndices), e o circuito pulmonar, onde ocorre o bombeamento de sangue desoxigenado para os pulmões, oxigenando-o.
O coração de Testudines possui os átrios direito e esquerdo completamente separado, e um único ventrículo grande dividido em três subcompartimentos interconectados, uma crista muscular, que é parcialmente fusionada à parede do ventrículo, o divide em cavum pulmonale, que faz comunicação com a artéria pulmonar, e cavum venosum, que se comunica com os arcos aórticos esquerdos e direito, o terceiro subcompartimento, cavum arteriosum, é situado dorsalmente aos outros e é conectado ao cavum venosum por meio de um canal intraventricular.
O fluxo de sangue desoxigenado ocorre percorrendo o seio venoso para o átrio direito, que se esvazia na cavum venosum, já o sangue oxigenado esvazia-se no cavum arteriosum. Ambos os átrios são separados do ventrículo por válvulas em formas de abas que confinam o sangue nos subcompartimentos, contrações do átrio permite a abertura das válvulas e a contração do ventrículo possibilita o fechamento delas, esse arranjo permite que não ocorra a mistura entre os sangues oxigenado e desoxigenado, mesmo sem uma divisão morfológica permanente.

### Sistema excretor
As tartarugas possuem dois rins ligados a uma vesícula extensível localizada próxima à cloaca para realizar a excreção de compostos nitrogenados, sendo esse composto a ureia para diversas espécies. Porém, o tipo de excreção depende do modo de vida, tartarugas que habitam regiões desérticas, com baixa disponibilidade hídrica, excretam ácido úrico e uratos, gastando mais energia para conservar mais água no corpo. Já tartarugas marinhas, por outro lado, excretam amônia (uma forma que há um gasto menor de energia, porém uma perda maior de água), além de realizarem osmorregulação pela secreção das glândulas de sal.

### Sistema nervoso e sensorial

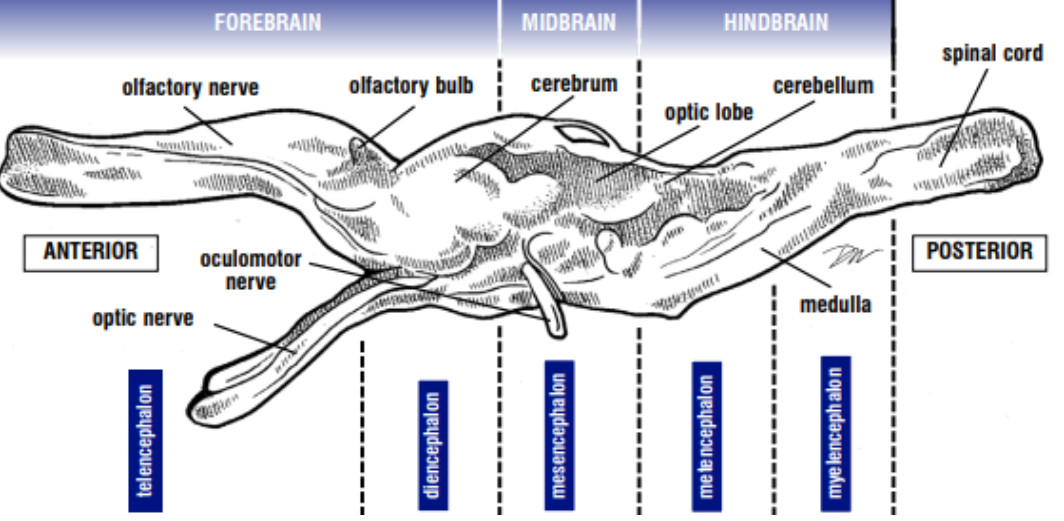
Esquema com regiões do cérebro de tartaruga-de-couro (Fonte: Wyneken, 2001)

O cérebro de tartarugas é arranjado na linha mediana do crânio, formado como um tubo durante o desenvolvimento e sofrendo posterior especialização de regiões, torções e expansões que caracterizam a forma adulta. Pode ser dividido em telencéfalo, diencéfalo, mesencéfalo, metencéfalo e mielencéfalo. Duas camadas de meninges cobrem o cérebro.
Os órgãos sensoriais são os sistemas de detecção do ambiente a partir de fatores comportamentais de forrageamento, como predação e detecção de alimentos seguros. As tartarugas possuem a visão bem desenvolvida, conseguindo responder à ampla faixa do espectro luminoso, além da presença de pequenas gotículas de óleo nas células cônicas, que possuem a propriedade de reduzir a sobreposição na sensibilidade dos comprimentos de ondas de luz entre cones adjacentes, podendo ser um indício de discriminação de cores. A percepção de cores é de grande importância para a seleção de alimentos, onde uma cor pode ser muito atraente para uma espécie. Isso pode ser observado por meio de estudos comportamentais, como em quelônios das espécies Chelonoidis denticulata e Chelonoidis carbonaria, comuns da América do Sul, possuem preferência por alimentos de cores vermelho e amarelo do verde e azul.
O olfato é outro sentido importante para a obtenção de diferentes informações do ambiente, auxiliando na busca e seleção de alimento, observando a presença de um parceiro ou inimigo, além do reconhecimento de seu território. As tartarugas possuem dois tipos diferentes de sistema quimiorreceptivo, o sistema olfativo e o sistema vomeronasal. As partículas de odor são capturadas pelas narinas, que passam pelo ducto faríngeo, até atingirem o epitélio olfativo. O órgão vomeronasal fica localizado na base da cavidade nasal, esse órgão está intimamente ligado à percepção química utilizados para a comunicação. O olfato é de grande importância em espécies aquáticas, principalmente em regiões de alta turbidez, onde sinais químicos são orientadores espaciais dessas espécies.
OVOS DE TARTARUGA
quantidade de ovos colocados na cova artificial, a partir de 30 ovos colocados na cova a porcentagem de eclosão diminui.
Bonach (2003) encontrou os mesmos problemas de redução da taxa de sucesso nos ninhos transferidos de tartaruga, sugerindo que a transferência só fosse feita em ovos com mais de 28 dias de incubação.
Assim, processo de transferência de ovos para novos ninhos sendo estes, divididos e duas covas, mostrou-se adequado, pois os índices de sobrevivência foram semelhantes comparado com os ninhos não manejados e superiores aos transferidos com uma cova.
Não houve diferença significativa entre os três tipos de manejo de covas no tempo de incubação, com uma média de 59 dias de incubação e no tamanho dos filhotes (comprimento da carapaça, altura e peso).

## Distribuição geográfica
As tartarugas marinhas vivem em todos os cinco oceanos, menos em regiões polares, como Canadá, países nórdicos, sul do Chile e Argentina, além de toda a Antártida. As tartarugas terrestres estão localizadas em todos os continentes, com exceção da Antártida, sendo muito comuns em florestas tropicais. Estão por toda a África, regiões da Ásia, Europa e Oceania, além de grande parte das Américas, com menos distribuição em territórios mais gelados, como Canadá, Groenlândia e a região dos Andes.

## Papel Ecológico
Com o passar do tempo, as populações de tartarugas diminuíram muito, o que implicou na redução de seus papeis ecológicos como membros de suas comunidades. No entanto, o desaparecimento dessa espécie pode agravar em várias perdas ecológicas.
As tartarugas são sentinelas dos mares se um ambiente está desequilibrado, as tartarugas também estarão. Como possuem uma série de relações e influências marinhas, as tartarugas indicam a qualidade do ambiente. Isso se dá pois participam da redução do tempo de decomposição de organismos, transformando-os em partícula menores. Além disso, em seu trânsito, as tartarugas carregam nutrientes e energias através do alimento que ingerem e desertem e podem ajudar na biodiversidade da flora, como o caso da tartaruga de pente, que em sua fase costeira se alimenta de esponja e algas. Essa dieta permite que tipos menos comuns de esponjas cresçam, o que aumenta a variedade de vida no recife. Sem esses animais, as esponjas podem crescer demais e sufocar os corais de crescimento lento, causando sua morte.
Como efeito, também afetam o solo. Um exemplo do grau de perturbação do ecossistema que as tartarugas são capazes de atingir é mostrado na nidificação de tartarugas verdes e tartarugas marinhas cabeçudas na Ilha Heron, Austrália. Estas espécies exercem um efeito profundo na vegetação periférica da ilha. Milhares de tartarugas nidificam durante o período de outubro a março, afetando uma faixa de vegetação costeira com média de 14,8 m de largura (Rogers 1989), arrancando plantas, enterrando outras com areia, achatando pequenos arbustos e quebrando galhos de arbustos maiores. Uma única tartaruga pode afetar uma área de mais de 2 m de diâmetro.
Também, as tartarugas marinhas cabeçudas em Moreton Bay, Austrália, usam uma estratégia incomum de forrageamento que causa considerável perturbação no fundo do mar (Preen 1996). Para obter acesso a fontes de alimento enterradas, as tartarugas marinhas cavam poços de até 1,5 m de largura e 0,3–0,45 m de profundidade. Esse hábito tem um impacto substancial na biomassa, composição de espécies e dinâmica de alguns tapetes de ervas marinhas e fauna associada.
Portanto, em um ambiente com pouca interferência humana e equilibrado, as tartarugas vivem bem e realizam seu ciclo de vida tranquilamente.
Com outros animais marinhos, as tartarugas fornecem substratos e alimentos. Os peixes nadam junto de seu casco para fugir de predadores e se alimentam de microalgas, bactérias e tecidos mortos, já que existe muita diversidade de organismos que não são vistos a olho nu na casca da tartaruga. Ademais, há cracas que habitam em sua cabeça e casco.
Através da desova, as tartarugas conectam os habitats marinho e terrestre. Esse processo é importante para a adubação das praias costeiras e para fauna local e, consequentemente, estrutura das comunidades da flora. Ao introduzir nutrientes nos ecossistemas de praia, as tartarugas marinhas podem ajudar a manter os sistemas de dunas estáveis que são essenciais para seu sucesso reprodutivo. O período das desovas ocorre entre dezembro e março e as tartarugas marinhas voltam, após a fecundação, para suas praias de origem e com o auxílio das correntes dos polos magnéticos do planeta, que servem como um guia à essas tartarugas. As tartarugas fêmeas desovam de noite nestas praias, pois assim possuem menos chances de serem capturadas, por ser um ambiente escuro e areia mais fresca, em razão da alta temperatura durante o dia. Em terra firme, com suas nadadeiras anteriores, realiza-se a formação da cama, um buraco, e a cova, com as nadadeiras posteriores, assim fazendo a desova. Depois do processo, as tartarugas fêmeas retornam ao mar. O tempo que as tartarugas levam para sair de seus ovos se dá dependendo da temperatura da areia. A temperatura precisa estar entre 25 °C e 30 °C para o desenvolvimento dos embriões, também temperaturas acima de 30 °C produzem mais tartarugas fêmeas, enquanto as abaixo de 29 °C, mais machos, levando cerca de dois meses para que os filhotes saiam de seus ovos e vão ao mar.
Quando vistos os ovos no ninho da tartaruga, o mesmo é marcado com estacas de madeira ou os ovos são deslocados por técnicos, para a preservação e segurança do desenvolvimento dos embriões.
Porém, ainda os ovos e os filhotes de tartarugas são predados por raposas e outros animais (como cachorros, por exemplo), além de ser comum os filhotes serem capturados por caranguejos, aves (fragata, gaivota). No mar, as tartarugas pequenas são consumidas por peixes de grande porte e, quando vão crescendo, diminui o risco da predação. Mas, ainda são alvos de tubarão-tigre, baleia-orcas, crocodilos e onças.
Como predadoras
Tartaruga-Verde, enquanto juvenis, são onívoras. Quando adultas possuem preferência por vegetais, algas e gramíneas marinhas
Tartaruga- cabeçuda, na fase oceânica, se alimenta de águas-vivas, crustáceos e peixes. Na fase costeira, crustáceos, peixes, gastrópodes. A cabeça dessa espécie ajuda a comer organismos mais duros.
A alimentação da tartaruga de pente na fase oceânica é desconhecida, mas, na fase costeira, habitam recifes de corais e comem esponja, algas.
A tartaruga-oliva se alimenta, principalmente, de salpas, crustáceos, peixes e moluscos.
A tartaruga de couro se alimenta, em geral, de organismos gelatinosos, como: salpas e águas-vivas. Inclusive, a alimentação dessa tartaruga tem um grande impacto na pesca humana. A água-viva da qual se alimentam é predadora de larvas de um peixe comercial. Com a diminuição dessa espécie de tartarugas, maior será a população de águas-vivas, diminuindo a quantidade e, logo, a capturarão do peixe. 
Cágados
O papel ecológico dos cágados (tartaruga de água doce) está diminuindo, o que afetou na manutenção da heterogeneidade do habitat e resultou na perda de certas características do ambiente, como pequenos pântanos e a extinção ou declínio de algumas espécies de plantas (Iverson 1987, Griffiths et al. 2011, Froyd et al. 2014). Algumas tartarugas dessa espécie participam da limpeza de rios poluído com cadáveres na Índia ou na busca de carniça, já que possuem a habilidade de sobreviver em cursos d'água poluídos, o que é uma característica que as torna um benefício tangível (Moll 1980).
Jabuti
Já as tartarugas terrestres, ou “jabutis”, possuem grande importância na dispersão e germinação de sementes. A maioria das plantas lenhosas tropicais e temperadas dependem de vertebrados para a dispersão de sementes. Por conta disso, a redução de presença das tartarugas (MacFarland et al. 1974) nos ecossistemas resultou em as mudanças na vegetação e até em extinção de outras espécies. Hoje, as tartarugas estão sendo usadas para restaurar ecossistemas que sofreram com a diminuição de populações de jabutis (Opuntia megasperma var. megasperma; Gibbs et al. 2008). Como em Galápagos, em que se percebe o efeito positivo em uma espécie rara de cactos semelhantes a árvores (Hunter and Gibbs 2014). As densidades de tartaruga não precisam ser particularmente altas para reverter a invasão de plantas lenhosas e restaurar as comunidades de plantas a condições mais naturais. Por exemplo: As tartarugas de Galápagos movem regularmente grandes quantidades de sementes por longas distâncias. As sementes de mayapple comidas por esta espécie de tartaruga germinam mais rápido e têm maior probabilidade de sucesso do que as sementes não ingeridas.
Além disso, há espécies de jabutis que são cavadeiras, os montes escavados na frente das tocas contribuem para a heterogeneidade ambiental e o aumento da diversidade de espécies de plantas (Kaczor and Hartnett 1990) e suas tocas fornecem abrigo para mais de 350 vertebrados e invertebrados (Johnson et al. 2017), muitos dos quais não conseguem cavar tocas por conta própria. Estão incluídas algumas espécies de coruja, várias espécies de lagartos, alguns tipos de sapos, raposas vermelhas, linces, roedores, coelhos, entre outras espécies em declínio, como índigo oriental cobras e cascavéis

## Ameaças e riscos
Costumamos classificar um grupo de animais em extinção quando ele se encontra em desparecimento de espécies, subespécies ou grupos de espécies. Mas para alcançar esse nível de grande prejuízo a espécies que estão em extinção, também podem ser caracterizadas como espécies em ameaça.
As tartarugas, no caso, enfrentam diversos danos e principalmente corrupções humanas que prejudicam suas condições de vida. Uma das mais comuns entre os grupos de animais é a destruição de habitat, a qual pode acontecer por diversos motivos, sendo eles as queimadas, as quais prejudicam em grande parte tartarugas terrestres, por motivos de irrigação de solo, onde principalmente em épocas de chuva ela apresenta falta de umidade e ar no solo.
Logo, antagonistas do agronegócio perpetuam desse movimento a fim de limpar ou retirar a cobertura vegetal para a formação de pastagem para o gado ou cultivo agrícola. Porém as queimadas são entre muitos outros motivos, onde nessas situações milhares de espécies são prejudicadas por esse tipo de imoralidade. Os poluentes, nesse e em outros contextos chegam a ser de alto risco para as espécies de tartaruga, eles atuam como grandes modificadores das condições de um local, no caso do habitat natural desses seres.
O crescimento do comércio em nosso sistema capitalista, e principalmente seu grande desenvolvimento em áreas mais rurais, como no litoral, também acaba por ser um fator prejudicial as tartarugas e principalmente as desovas, que por sua vez, ocorrem a beira do mar com o auxílio de ongs e projetos sociais, na maioria das vezes. Assim, podemos associar que muito do que acontece em locais onde há praias, como a imposição de muitos estabelecimentos comerciais, acabam por prejudicar o nascimento das espécies.
Porém, não apenas a imposição desses estabelecimentos que passam a ser mais prejudiciais, mas sim, suas consequências e seu consumo. Isso porque muito dos materiais e recursos usados nesses comércios locais, não são biodegradáveis, e acabam poluindo o ambiente de desovas e habitação das tartarugas, como o descarte de lixo, que vem sendo grande pauta nos últimos anos, principalmente devido ao aumento da emissão de carbono. Esse descarte acaba sendo feito em oceanos e rios, e até mesmo para outros lugares dependendo da correnteza e maré, mas, sabemos que o plástico é muito utilizado em estabelecimentos comerciais, e que ele não é biodegradável, demorando cerca de 500 anos para se decompor.
O canudo é um grande exemplo desses materiais, e que veio a ser um assunto de grande relevância por volta do ano de 2018, que consequentemente resultou na ação de muitas prefeituras e órgãos públicas de retirar os canudos feitos de material não biodegradável, o que fez com que essa mudança fosse alcançando cada vez mais comerciantes e atingindo uma grande mudança nesse aspecto. Porém não é o bastante, sabendo que ainda há muitos materiais de plástico ainda sendo utilizados.
O alto consumo de plástico, principalmente os canudos, são um grande problema para a perpetuação da vida da tartaruga. Ao serem descartados de forma incorreta, os plásticos introduzidos no oceano, devido sua movimentação e cheito acabam atraindo o paladar da tartaruga. A cavidade nasal das tartarugas marinhas se conecta por um longo ducto nasofaríngeo que implica na ingesão das tartarugas. A grande questão da tartaruga ao ingerir plástico se dá pela presença de um mecanismo anti-vômito em seu organismo, que tem a função de filtrar o alimento da água salgada ingerida juntamente, assim funcionando basicamente como um filtro reverso, que mantém o alimento e expele a água. Entretanto, o problema desse mecanismo a partir da ingestão de plástico, é que esse conteúdo ficará preso dentro dela, que nem conseguido defeca-lo, levando o animal a definhar de fome por estar entupida de plástico.
A degradação do plástico descartado de forma incorreta nos oceanos implica na formação dos microplásticos, fragmentos menores que 5 milímetros, que uma vez introduzidos no oceano são de extremo risco para o ecossistema. Isso se dá justamenta pela possibilidade que componentes químicos poluentes, os denominados POPs (Poluentes Orgânicos Persistentes), que são hidrofóbicos e estão dispersos no ambiente, têm de adsorver a superfície dos microplásticos. Ao ser ingerido pelos seres marinhos, esse fragmento de plástico contaminado possui um potencial bioacumulativo na cadeia alimentar, afetando uma grande diversidade de seres vivos. 
Alimento humano
Os ameríndios faziam grande uso das tartarugas, tracajás, jabutis e cágados como alimento.
Era e é comum na Amazônia peixes, tartarugas e tracajás ficarem presos em lagos formados com a baixa das águas dos rios. As tartarugas saem e se dirigem para o rio mais próximo. Por alguma razão os tracajás nela permanecem e os índios, para capturá-los, batiam na água com pedaços de pau durante o dia. Os animais esperavam a noite para sair e eram facilmente capturados.
Tartarugas eram facilmente capturadas após a desova por índios da Amazônia que simplesmente as viravam com o casco para baixo e depois as recolhiam e as levavam à aldeia, colocando-as em currais previamente preparados.
Índios amazônicos montavam um palanque dentro da água e lá ficavam observando o movimento das tartarugas marinhas. Quando alguma se aproximava, mesmo estando bem no fundo, o índio mergulhava e a dominava com as mãos. Os Otomaco da Venezuela também capturavam tartarugas mergulhando na água.
Os Caibí do Mato Grosso consumiam o tracajá (tartaruga amazônica que chega a pesar 12 kg) e seus ovos. Cozinhavam os ovos, desta forma conservando-os por longo tempo.
Índios de algumas tribos adoravam o jabuti com farofa. Removiam os intestinos do animal através de um buraco na parte ventral, através dele introduziam farinha e colocavam o jabuti inteiro para assar na brasa.